# Jacob Heinenbrug

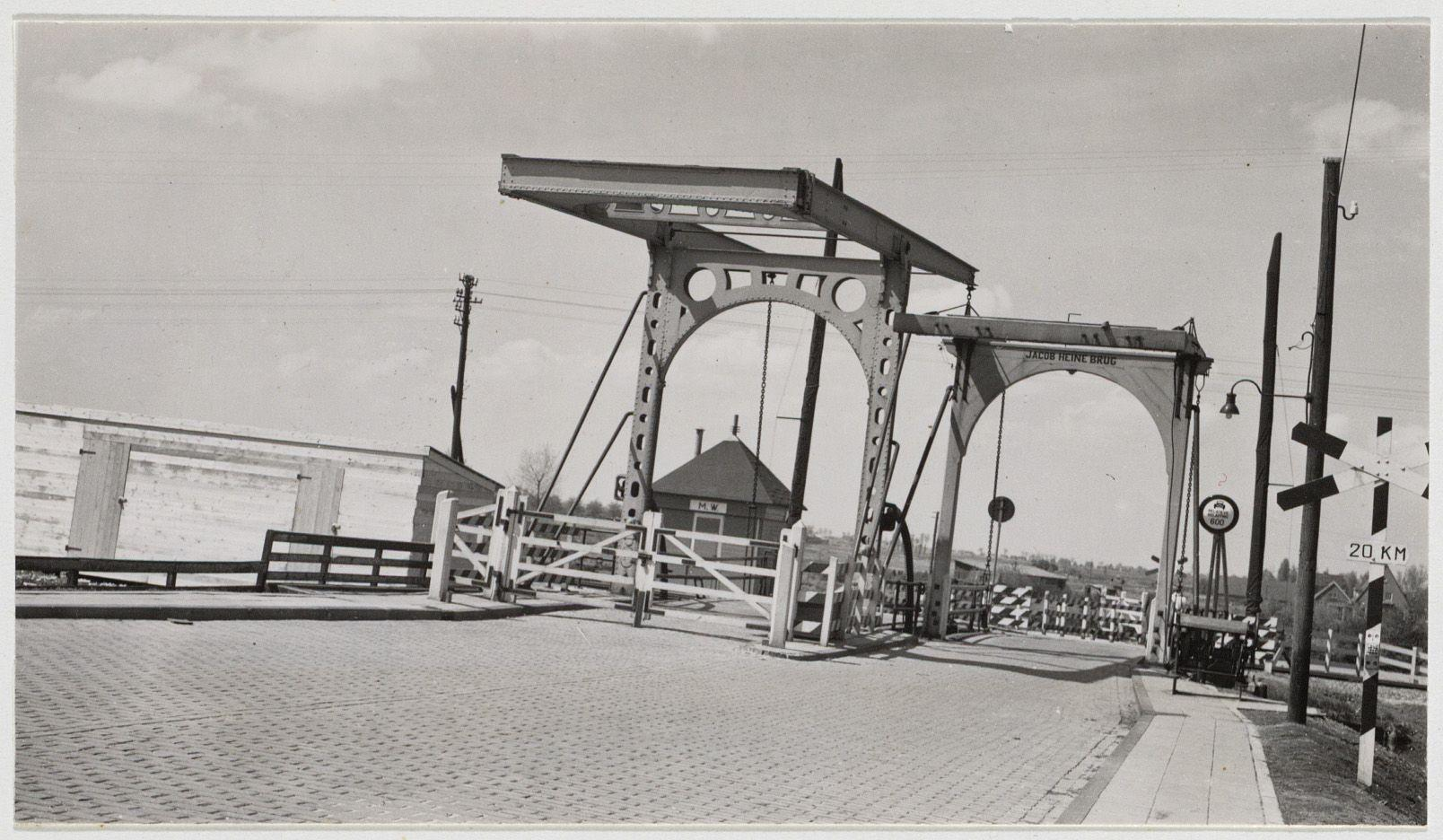
Brug 513 en 513A, links de nieuwe, rechts de oude brug met opschrift Jacob Heine Brug (juli 1939)

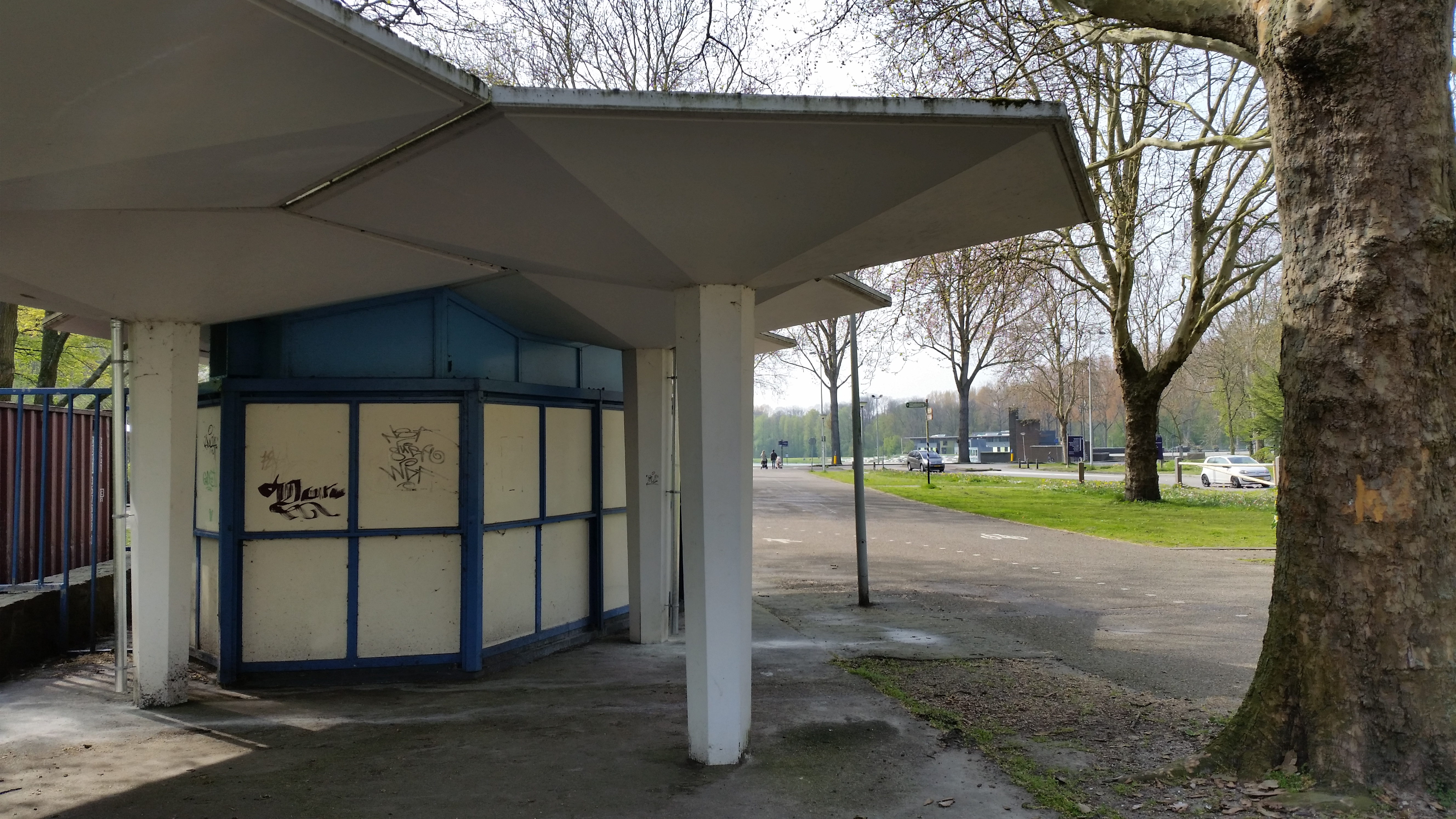
Parasols en kiosk bij Jacob Heinenbrug (april 2019)

De Jacob Heinenbrug (brug 503 en 513) is een vaste brug op de grens tussen de gemeenten Amsterdam en Amstelveen. De duikerbrug vormt de verbinding tussen de Amstelveenseweg en het Amsterdamse Bos, dat valt onder de gemeente Amstelveen. De brug voert over de Hoornsloot annex Koenenkade. Van de brug hebben drie versies bestaan.

## Tenaamstelling
De Jacob Heine(n)brug is vernoemd naar drie bestuurders van Buitendijkse Buitenvelderse polder aan het begin van de 20ste eeuw, namelijk Jacob de Rooij, Hein Hogenhout en Hein Koningen.

## Versie 1 en 2
Er lag in het verlengde van de Bosbaan (vermoedelijk van 1935) tot 1937 een enkelvoudige ophaalbrug met de naam Jacob Heine brug. Deze brug lag in het verlengde van de Bosbaanweg. Ten zuiden van het botenhuis/bosbaan liep de Nieuwe Meerlaan zuidoostwaarts richting de Amstelveenseweg met vlak voor de Spoorlijn Aalsmeer - Amsterdam Willemspark een flauwe bocht, zodat ze na de Hoornsloot in een rechte hoek aansloot op de Amstelveenseweg. Ze had een kruising bij Amstelveense weg 952 tegenover flat Bolestein. Na het gereedkomen van de Bosbaan moest deze toegang verbreed worden. De brug werd toen "ingeboekt" onder brug 513 en brug 513A. De brug maakte toen nog deel uit van de aanleg van de Veenderij Buitendijkse Buitenveldertse Polder (BBP). De werkzaamheden werden in 1937 gestart onder toezicht van de Nederlandse Heide Maatschappij en gebouwd met gelden uit de werkverschaffing. Het ontwerp van de tweede brug is afkomstig van de Dienst der Publieke Werken waar toen Piet Kramer verantwoordelijk was voor de bruggen in het Amsterdamse Bos. Deze hoefde voor deze brug niet in actie te komen. In 1937 moest namelijk ook de Hennetjesbrug in de Kinkerbuurt vervangen worden en de gemeente had een ophaalbrug over, welke werd herbruikt als zuidelijke brug hier. Het werd een eigenaardig gezicht met twee ophaalbruggen naast elkaar.
Begin jaren zestig werd besloten de ingang te verplaatsen, waarna in februari 1965 een aanbesteding werd uitgeschreven om de dubbele ophaalbrug te slopen.
Het brugnummer 513 zou vanaf 1971 gebruikt worden voor een bruggetje ten noorden van de Bosbaan (ongeveer bij het gebouw van de Koninklijke Nederlandse Roeibond), maar deze is daarna in de loop der jaren verdwenen.

## Versie 3
Vanwege de wens de ingang te verbreden en te verplaatsen werd gekozen voor een nieuwe brug, nu op een plaats ten oosten van de Bosbaan, maar dan aansluitend op de Van Nijenrodeweg. Daartoe moest wel een aantal woningen gesloopt worden; de Amstelveenseweg kent nog altijd een gat in de nummering tussen 886 en 910. Er werd opdracht gegeven aan de Dienst der Publieke Werken met als architect Dick Slebos, de opvolger van Kramer. De gemeente pakte groots uit; er kwam niet alleen een duikerbrug, maar de omgeving werd opgesierd met een kistbank voor een sabbatketting, veertien zitbanken, kiosken, twee houders voor vlaggenmasten, 32 betonnen parasols en twee tegelkaarten. De brug werd ruim zestig meter breed (duiker ruim zestig meter lang) met gescheiden verkeersstromen, zoals een middenberm tussen de rijrichtingen. Op 17 juli 1965 werd de brug opgeleverd. De brug heeft afwijkende naambordjes, die onderdeel zijn van het ontwerp van de brug. De voormalige spoorlijn is volledig geïntegreerd in het brugbeeld, maar dan voor de Electrische Museumtramlijn Amsterdam.
In 1992 werd op de brug de Duiventil van Piet Kramer herplaatst, afkomstig van het Muntplein. Dit is een bijzonderheid, want Slebos ontwierp zelf ook een Duiventil, deze werd herplaatst bij de tramremise Havenstraat.
In 1999 werden alle bruggen in het Amsterdamse Bos door MTD Landschapsarchitecten in opdracht van de gemeente onderzocht op hun cultureel belang. Zij constateerden voor brug 506 dat het voor het bos en omstreken een waardevolle brug van gewapend beton was. Ze merkten daarbij wel op dat:
- de brug eigenlijk te groot was voor het verkeer dat er gebruik van maakt en er waren ook te grote verhardingsvlakken
- een dominante rol van verkeersborden en –lichten in het brugbeeld
- behoort met brug 501 en brug 590 tot een serie brede plateaubruggen
- zij vonden ook dat de inrichting van de brug niet beantwoordde aan de entreefunctie voor het bos.

<<< · 500 · 501 ·  503 · 504 · 505 · 506 · 507 · 508 · 509 · 510 · 511 · 512 · 513 · 514 · 515 · 516 · 517 · 518 · 519 · 520 · 521 · 522 · 523 · 525 · 526 · 527 · 528 · 530 · 531 · 532 · 533 · 534 · 535 · 536 · 537 · 538 · 539 · 540 · 541 · 542 · 543 · 544 · 545 · 546 · 547 · 548 · 549 · 550 · 551 · 552 · 553 · 554 · 555 · 556 · 557 · 558 · 559 · 560 · 561 · 562 · 563 · 564 · 565 · 566 · 567 · 569 · 571 · 572 · 573 · 575 · 577 · 578 · 580 · 581 · 582 · 583 · 584 · 586 · 587 · 589 · 590 · 591 · 592 · 593 · 594 · >>>
Brugnummers 502, 524, 529, 568, 570, 574, 576, 579, 585, 588, 595, 596, 597, 598, 599 zijn niet (meer) vergeven.